# Артур Рембо
Жан Никола Артур Рембо (фр. Arthur Rimbaud;‍:423 Шарлвил, 20. октобар 1854 — Марсељ, 10. новембар 1891) био је француски песник. Рембо је био представник покрета декаденције и имао јак утицај на савремену књижевност, музику и уметност. Своја најпознатија дела је стварао у касним тинејџерским годинама и зато га је Виктор Иго описао као дете Шекспир. Био је немирног духа, прешао преко три континента пре своје смрти у 37. години. 

## Биографија

### Породица и детињство (1854—1891)
Артур Рембо је рођен у провинцијалној породици средње класе у Шарлвилу, у Арденској области, у североисточној Француској. Прича се да је његово детињство било запањујуће, постоји мит по коме се након рођења откотрљао на под са јастука на коме га је дадиља оставила и почео да пузи ка вратима. Госпођа Рембо се присећала да је, након што је Артура предала дадиљи на чување и вратила се из набавке, дадиљино дете било обучено у одећу намењену Артуру и лежало је у његовој колевци, а Артур, го и прљав се весело играо у старој шкрињи за со.
Када је Артур имао шест година, отац је напустио њихову породицу и мајка је наставила сама да васпитава своју децу. Због тога је Артур одрастао под снажним утицајем мајке, строге католикиње, која их је одгајала у строгом и религиозном духу. Његова сестра била је Изабел Рембо која је наследила његово имање и чувала његова дела.

### Образовање и тинејџерске године
Страхујући од лошег утицаја средине на своје синове, госпођа Рембо је своју породицу преселила у Cours' d'Orleans и сама их подучавала до њихове девете године када их је послала у локалну школу. У току њиховог образовања, строго их је контролисала и кажњавала. Терала их је да уче по сто стихова на латинском, а ако би погрешно изрецитовали, ускратила би им оброке. Када је Артур имао девет година написао је протестни састав о томе зашто не жели да учи латински у школи. Он је осуђивао класично образовање као пут до добро плаћеног радног места и стално писао да ће бити капиталиста. Дечацима није било дозвољено да напусте мајчину близину и до њихове петнаесте односно шеснаесте године она их је пратила до школе.
Иако веома индивидуалне природе, Артур је био страствени католик попут своје мајке. Због овога су га школски другови звали прљавим малим лицемером, sale petit cagot. До доласка на College de Charleville његово читање се сводило на Библију, али је уживао у бајкама и причама о разним авантурама. Артуров тутор, кога је његова мајка унајмила надајући се његовј успешној школској будућности, успео је да код Артура пробуди интересовање за грчки, латински и за француску класичну књижевност. Такође га је подстакао да пише оригиналне стихове на француском и латинском језику. Прва Рембоова песма која је одштампана је „Новогодишњи поклон сирочади“ (Les Etrennes des orphelines) и објављена у издању Revue pour tous's 2. јануара 1870. Жорж Изамбар, који је стигао у Шарвил непосредно након објављивања песме постао је Рембоов ментор из књижевности и велики узор. Прва песма коју је показао Изамбару била је Офелија која ће касније бити део антологија и једна од Рембоових најбољих песама. Након избијања француско-пруског рата и одласка Изамбара, Рембо је клонуо духом, побегао у Париз, био ухапшен и провео у затвору недељу дана.
Крајем октобра 1870. Рембоово понашање је постало видно провокативно и неконвенционално. Почео је да пије, непристојно се изражава, крао је књиге из локалних радњи, и одбацио је свој карактеристичан уредни изглед пуштајући дугу косу. Био је у контакту са Изамбаром и говорио му о својим осећањима и доживљајима – „Патње су неподношљиве, али морамо бити јаки, бити рођени као песници, а као песника сам сам себе препознао“. Шириле су се гласине да се прикључио Париској комуни 1871. коју је описао у песми L'orgie parisienne.

## Рембо и Верлен
Рембоов пријатељ Шарл Огист Бретањ наговорио га је да пише Полу Верлену, истакнутом песнику симболисти, пошто су писма упућена другим песницима остајала без одговора. Рембо је послао два писма Верлену која су садржала неколико његових песама, укључујући шокантну "Le dormeur du Val" (Спавач у долу). Верлен је био одушевљен Рембоовим стваралаштвом и позвао га да дође у Париз. Рембоа је описао следећим речима: „Био је као право дете, буцмаст и свеж, са великим, кошчатим, прилично неспретним телом, које као код свих адолесцената још увек расте, са веома тешким арденским акцентом, скоро дијалектом, који се дизао и спуштао као да ће да се преломи“. Рембо и Верлен су започели кратку и бурну аферу. Рембоово окрутно понашање је саблазнило париски књижевни миље. У септембру 1872. су заједно отпутовали у Лондон, али овог периода се Рембо касније са жаљењем сећао. Живели су у великом сиромаштву, једва састављали крај са крајем тако што су подучавали и допуњавали џепарац који је Верлен добијао од своје мајке. Крајем јуна 1873. Верлен се вратио у Париз због нетрпељивости која се јавила између њега и Рембоа, али је ускоро почео да тугује због Рембоовог одсуства. Послао је телеграм Рембоу да се састану у Бриселу, али овај сусрет се несретно завршио. Међусобна нетрпељивост је расла, свађе су биле непрестане и Верлен се препустио опијању. Купио је револвер и муницију и у стању опијености и беса испалио два хица у Рембоа, који је био рањен у леви ручни зглоб. Растали су се на железничкој станици у Бриселу и у први мах Рембо није подигао оптужницу против Верлена, сматрајући рану за безопасну и површну. Међутим Верлен је ухапшен због покушаја убиства, испитиван о приватним односима са Рембоом због тужби које је његова жена поднела у вези са односом са Рембоом. Рембо је повукао тужбу, али је судија ипак осудио Верлена на две године затвора.
Рембо се вратио у Шарлвил, завршио Боравак у паклу (Une Saison en Enfer), дело које је уз Лотреамонова Малдоророва певања инаугурисало песму у прози и извршило снажан утицај на модерну поезију двадесетог века.

## Путовања
Рембо и Верлен су се срели последњи пут у Штутгарту 1875. након Верленовог пуштања из затвора и његовог преобраћања у католицизам. Рембо се до тада одрекао писања и одлучио да живи мирним, радничким животом. Био је добровољни војник холандске колонијалне армије да би бесплатно отпутовао на Јаву. Ускоро је дезертирао и вратио се у Француску. Децембра 1878. стигао је у Ларнаку на Кипру, где је радио за грађевинску фирму као надзорник каменолома. У Француску се вратио због грознице, која је дијагностикована као тифусна. У Абисинију је отпутовао 1880. као службеник у трговачкој агенцији. Живео је са урођеничким љубавницама и самостално трговао кафом и оружјем. Фебруара 1891. почео је да осећа велике болове у колену, а третман је био безуспешан. Морао је због лечења да се врати у Француску и у болници у Марсељу му је ампутирана десна нога. Пост-оперативна дијагноза је била рак. Након боравка у породичној кући у Шарлвилу покушао је да се врати у Африку, али му се на путу стање погоршало и примљен је у болницу у Марсељу, где је након безуспешне операције и преминуо 10. новембра 1891. године у 37-ој години живота.

## Одабрана дела
- (Боравак у паклу), 1873.
- (Илуминације), 1886. (Претпоставља се да је текст написан у периоду 1872—1873)
- (Сабрани стихови), 1895. (Прво објављивање ранијих стихова)
- Akbas, Beyaz Arif. THE QUIET LIFE: A collection of photos and drawings of Arthur RİMBAUD. beyaz arif akbas. ISBN 978-1-4680-1801-1.